# Poldung
Poldung is een bestuurslaag in het regentschap Labuhan Batu Utara van de provincie Noord-Sumatra, Indonesië. Poldung telt 224 inwoners (volkstelling 2010).